# 장티푸스 백신
장티푸스 백신(영어: Typhoid vaccines)은 장티푸스를 예방하기 위한 백신이다. 세계보건기구 필수 의약품 목록에 장티푸스 백신이 등재되어 있다.
세계보건기구는 장티푸스가 일반적으로 발생하는 지역에서 모든 아이들이 접종을 받는 것을 권장한다. 그렇지 못한 경우 고위험 군에 접종을 권장한다. 백신에 따라 3~7년마다 추가 접종을 권장한다. 미국에서는 이 백신은 질병이 흔한 세계에 여행하는 사람들처럼 고위험자에게만 권장된다.
2018년 현재 이용 가능한 백신은 매우 안전하다. 주사의 경우 주사 부위에 부작용이 발생할 수 있다. 주사 백신은 후천면역결핍증후군 환자에게도 안전하게 사용이 가능하며, 경구 백신도 증상이 나타나지 않는 경우에는 접종이 가능하다. 임신중에는 생백신 투여는 권장되지 않는다.
최초의 장티푸스 백신은 1896년 Almroth Edward Wright , Richard Pfeiffer 및 Wilhelm Kolle에 의해 개발되었다. 개발 도상국의 도매 비용은 2014년 기준으로 약 4.44USD이다. 미국의 경우 25-50USD에 접종이 가능하다.

## 장티푸스 접종 시기
장티푸스 접종은 다음과 같이 진행한다.
- 불활성화 백신 : 만 5세 이상에서 1회 접종(2∼5세 미만 소아의 경우 역학적 배경과 장티푸스에 노출될 위험성을 감안하여 결정)
- 경구용 생백신 : 만 5세 이상에서 격일로 3회 투여

위험환경에 지속적으로 노출시 3년마다 추가접종한다.

## 장티푸스 백신 접종 대상
장티푸스 예방접종을 통해 장티푸스를 예방할 수 있다.
- 접종 대상 : 고위험군에게 우선 접종하도록 권장[8]

1. 장티푸스 보균자와 밀접하게 접촉하는 사람(가족 포함)
2. 장티푸스가 유행하는 지역으로 여행하는 사람이나 파병되는 군인
3. 장티푸스균을 취급하는 실험실 요원
4. 간이급수시설 지역 중 불완전 급수지역 주민이나 급수시설 관리자
5. 집단급식소와 식품위생접객업소의 조리 종사자

## 접종 후 이상 반응
장티푸스 예방 접종 후에 생길 수 있는 이상 반응은 별로 없다. 이상 반응 중 가장 흔한 것은 접종 후 통증, 발적, 단단하게 굳음, 불쾌감, 가려움 등이 있다.